# Calda bordalesa

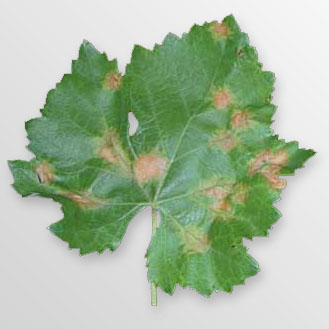
Videira (Vitis vinifera) atacada pelo fungo Plasmopara viticola

Calda bordalesa ou mistura de Bordeaux é um fungicida agrícola tradicional, composto de sulfato de cobre (II), cal hidratada ou cal virgem e água, em simples mistura.
Possui comprovada eficiência sobre diversas doenças fúngicas, principalmente infecções resultantes do Plasmopara viticola. Muito usada em videiras para combater o Míldio, em caquizeiros, citros, orquídeas e outros cultivos. Possui também ação contra infecções por bactérias e determinadas pragas.

## História
Como indicado no nome, é originária de Bordeaux, região da França. A calda bordalesa é datada do século XIX por uma descoberta acidental do botânico Pierre Marie Alexis Millardet. Naquela ocasião Millardet notou que alguns vinhedos locais não apresentavam debilitações por fungos. Inquirindo os agricultores, estes revelaram já usar a calda porém com o intuito único de amargar o sabor das uvas para ninguém furtá-las. A partir daí, Millardet promoveu pesquisas e publicou, em 1885, recomendação da fórmula aperfeiçoada para o combate de doenças por fungos.

## Formulação e Preparo

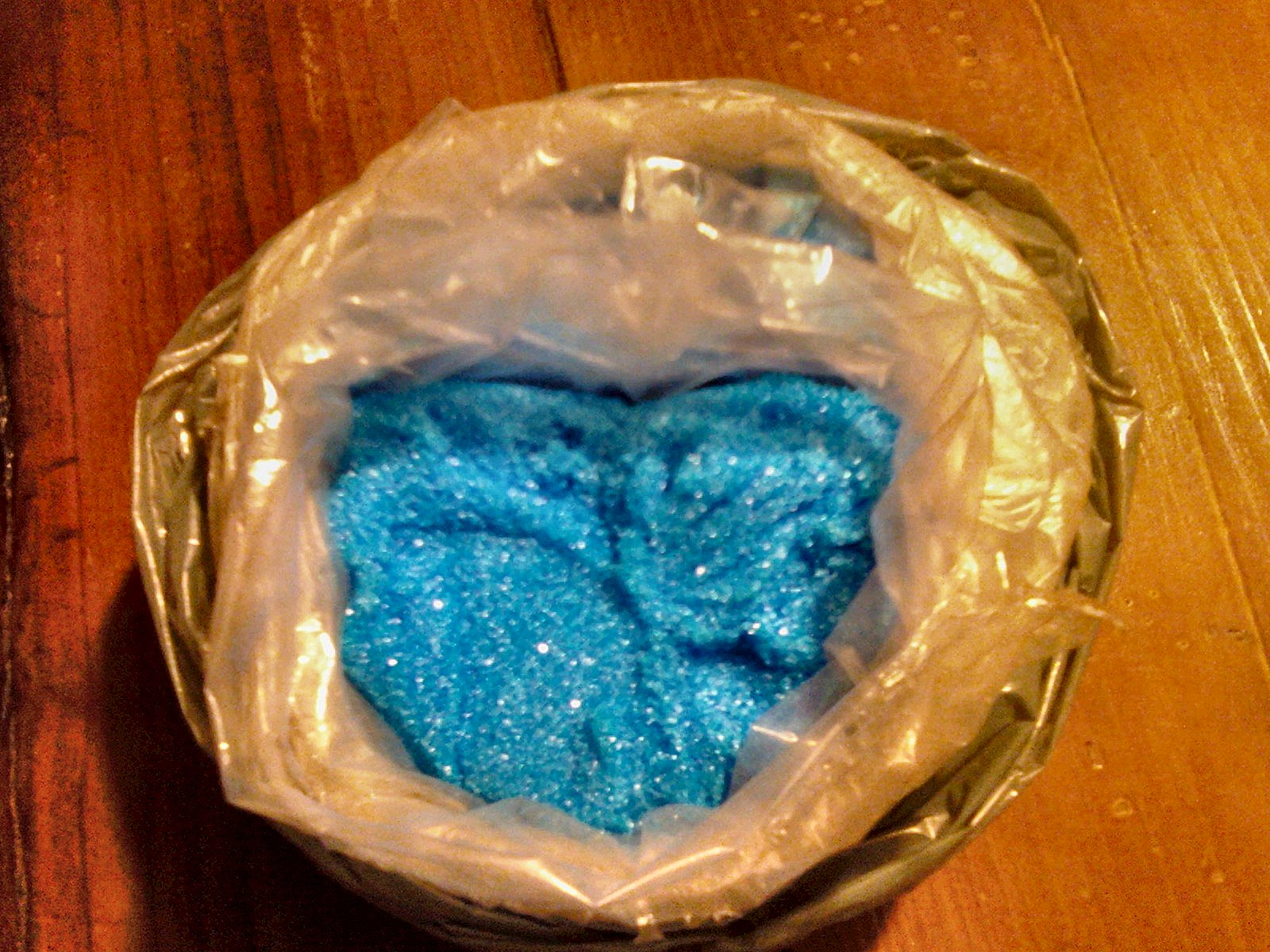
Cristais de Sulfato de Cobre (CuSO_{4})

1. Cristais de Sulfato de Cobre (CuSO4)Utilizando-se recipientes não metálicos e considerando-se para 1 litro de calda a 1% (1:1:100), temos: 10g de sulfato de cobre em pó, 10g de cal virgem (CaO a 95%) e 1 litro de água em temperatura ambiente.
2. O sulfato de cobre é fechado em um saco de pano poroso e deixado imerso em 0,5 litro de água por 24 horas para a completa dissolução dos cristais. Vinte e quatro horas representam um tempo seguro de diluição para a maioria das condições.
3. Em outro recipiente é feita a reação da cal com pequenas quantidades de água; à medida que a cal "queima" segue-se adicionando água até completar 0,5 litro.
4. Em um terceiro recipiente as duas soluções devem ser misturadas. Deve se acrescentar aos poucos a mistura de sulfato de cobre à de cal, sempre agitando fortemente com um utensílio não metálico. Devemos sempre adicionar o àcido (Sulfato de cobre) à base (Cal) devagar para evitar reação de aquecimento.

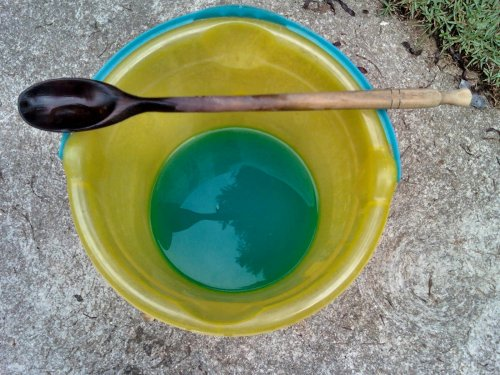
Calda Bordalesa pronta para uso

5. Calda Bordalesa pronta para usoNeste ponto a mistura deveria estar neutra ou, de preferência, levemente alcalina para evitar a fitotoxicidade provocada pelo sulfato de cobre livre. Certifica-se, medindo o pH da calda, com um pHmetro ou outro meio indicativo. Pode-se, por exemplo, improvisar uma checagem da acidez através de um objeto metálico, como uma faca de aço. Para tanto, mergulha-se a faca por 2 ou 3 minutos no preparado. Se a faca escurecer, isto indica acidez excessiva. Neste caso seria necessário elevar o pH, adicionando-se mais mistura de cal à calda.

## Tratamento
A mistura atua por meio dos íons de Cobre (Cu2+). Estes íons afetam as enzimas dos esporos do fungo de tal forma que impede o seu desenvolvimento. Sendo assim, a Calda Bordalesa deveria ser usada preventivamente antes do estabelecimento de doenças fúngicas.
Recomenda-se o uso com cautela, evitando-se abusos nas quantidades. Na realidade cada espécie de planta apresenta uma sensibilidade e necessidade específica de concentração desse preparado. Contudo, como regra genérica, a fórmula acima é indicada para a maioria das plantas adultas, enquanto no caso de mudas ou brotações prescreve-se diluir essa mistura a 50% com água.

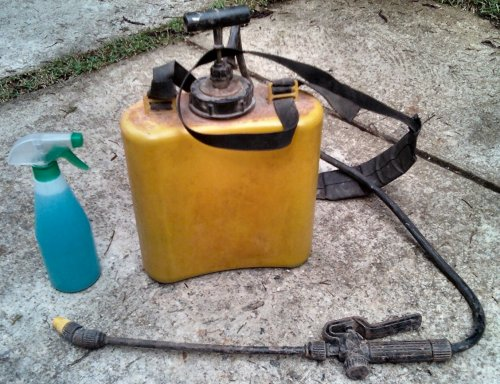
Pulverizadores agrícola e doméstico

Fazendo uso de um pulverizador, ministra-se o produto em dia ensolarado, e assim borrifando a planta inteiramente. É prudente uma pré-filtragem na calda para evitar entupimentos no equipamento de aspersão. Feita a calda ela tende a se oxidar, por isso deve ser aplicada em 24 horas para melhor eficácia e repetido, ao menos uma vez, o tratamento a cada 15 dias.
Complementando este procedimento, costuma-se obter melhor resultado quando as partes da planta, afetadas pela doença, são podadas antes da pulverização. Porém é preciso antes estudar se a espécie, em questão, pode ser podada sem prejuízo a sua particular fisiologia. Sendo que as partes extirpadas devem ser, de preferência, incineradas.

## Cuidados com o seu uso
O sulfato de cobre desequilibra o ambiente através da lixiviação do solo. Com isso o cobre tende a se acumular danosamente na terra.
A calda, em excesso, polui os rios, prejudica os peixes e criações de animais. Ela extermina por completo as minhocas no solo, que são benéficas em qualquer cultivo saudável e imprescindíveis na agricultura orgânica.
A calda bordalesa é um produto com certo grau de toxicidade. Desta forma, frutas, sementes, folhas, etc. que foram tratadas com esse preparado devem ser evitados e não ingeridos. Embora seja de baixa volatilidade, ela pode produzir irritações na pele e mucosas quando em contato direto com o corpo. Sendo assim, como na maioria das aplicações de produtos agrícolas, durante sua manipulação é necessário seguir procedimentos padrões de segurança. Ou seja, deve-se usar trajes apropriados e cuidados como luvas impermeáveis, máscaras de proteção e botas de borracha.